# 植詠珊
植詠珊（英語：Cathy Chek，1989年2月10日—），香港藝人，前香港有線電視娛樂新聞主播及記者，目前為足球員。

## 經歷
植詠珊進入演藝界前曾是空姐，2018年加入香港有線電視成為娛樂新聞主播，2021年離職。
植詠珊參與演出的電影《失衡凶間》在2022年上映；同一年另外有6集的網路節目《考CERT特工女》播出，挑戰各行各業取得專業認證（證書），依序取得驗樓師、寵物美容師、催乳師、收納師、採耳師以及燒味師傅等證書。
雖然進入演藝界，植詠珊最希望的是一圓足球員的夢想，於是在2022年開始接觸並勤練足球，現屬香港女子足球隊「人和天鷹」。
成為足球員後淡出螢幕的植詠珊，在2024年的香港電影《焚城》裡，露臉演出新聞主播一角。

## 外部連結
- 植詠珊的Instagram帳戶
- 植詠珊的Facebook專頁